# Hofgericht Gießen
Das Hofgericht Gießen war ein Hofgericht und Obergericht erst der Landgrafschaft Hessen-Darmstadt, dann des Großherzogtums Hessen mit Sitz in Gießen und einem Gerichtsbezirk, der sich über den jeweils hessisch-darmstädtischen Teil von Oberhessen erstreckte. Es bestand bis 1879.

## Geschichte

### Entstehung
Höheres Gericht für den Teil Oberhessens, der zur Landgrafschaft Hessen-Darmstadt gehörte, war ursprünglich die Kanzlei und – daraus hervorgegangen – später die Regierung in Gießen. Für die Strafjustiz gab es bereits seit dem 17. Jahrhundert, endgültig seit der Kriminal- und peinlichen Gerichtsordnung vom 13. September 1726, auf gleicher Ebene ein „Peinliches Gericht“. Mit zwei Organisationsedikten vom 12. Oktober 1803 wurde die Landgrafschaft in erheblichem Umfang modernisiert: Die Provinz Oberhessen wurde gebildet und auf dieser Ebene erfolgte die Trennung der Rechtsprechung von der Verwaltung. Die Verwaltung nahm nun ein Regierungskollegium, die Rechtsprechung ein Justizkollegium wahr. Letzteres erhielt in der Ausführungsverordnung vom 9. Dezember 1803 die Bezeichnung „Hofgericht“.

### Weitere Entwicklung
Mit der Gründung des Großherzogtums Hessen behielt das Hofgericht Gießen seine hergebrachte Funktion bei, die allerdings räumlich nun auch auf alle Gebiete ausgeweitet wurde, die im Zuge der Mediatisierung zur Provinz Oberhessen kamen. Eine Erweiterung der sachlichen Zuständigkeit brachte die Verwaltungsreform von 1832, als auch im Bereich der Polizei- und Forstgerichtsbarkeit die Trennung der Rechtsprechung von der Verwaltung erfolgte. Das Hofgericht übernahm nun auch hier die zweitinstanzliche Entscheidung.
Im Zuge der Revolution von 1848 wurde nun auch im rechtsrheinischen Teil des Großherzogtums das mündliche und öffentliche Strafverfahren und Schwurgerichte eingeführt. Dazu wurden bei den Hofgerichten „Kriminalsenate“ gebildet.
Nach dem Krieg von 1866 und dem Friedensvertrag vom 3. September 1866 zwischen dem Großherzogtum Hessen und dem Königreich Preußen verlor das Großherzogtum vier Gerichtsbezirke im Nordosten der Provinz Oberhessen und einiges Gebiet im Umfeld von Frankfurt am Main, im Süden der Provinz, an Preußen. Insoweit verkleinerte sich auch der Bezirk des Hofgerichts Gießen. Gleichzeitig erhielt das Großherzogtum das Gebiet des bis dahin kurhessischen Gerichtsbezirks Nauheim (Bad Nauheim). Diese ehemaligen Enklaven im Gebiet der großherzoglich-hessischen Provinz Oberhessen kamen zu dem Bezirk des Hofgerichts Gießen hinzu.

### Ende
Mit dem Gerichtsverfassungsgesetz von 1877 wurden Organisation und Bezeichnungen der Gerichte reichsweit vereinheitlicht. Zum 1. Oktober 1879 hob das Großherzogtum Hessen deshalb das Hofgericht Gießen auf. Funktional ersetzt wurde es durch das Landgericht Gießen.

## Zuständigkeiten

### Örtliche Zuständigkeit
Die örtliche Zuständigkeit des Hofgerichts Gießen erstreckte sich über die Provinz Oberhessen des Großherzogtums.

### Sachliche Zuständigkeit
In bürgerlichen Streitsachen war das Gericht die zweite Instanz.
Erste Instanz war es im Bereich des Familienrechts, des Strafrechts bei schweren Verbrechen und für Personen, die ein entsprechendes Gerichtsstandsprivileg besaßen, insbesondere Schriftsässige (höherer Adel). Das „Peinliche Gericht“ blieb erhalten, war aber nach der Reform von 1803 eine Untersuchungsbehörde und trug seit 1810 die Bezeichnung „Kriminalgericht“.

### Instanzielle Position
Übergeordnetes Gericht war das Oberappellationsgericht Darmstadt.
Nachgeordnete Gerichte waren zunächst die Ämter. Als 1821 auch auf dieser Ebene Verwaltung und Rechtsprechung getrennt wurden, entstanden zunächst im nachgeordneten Bereich unterschiedliche Strukturen:
- In den Dominiallanden (Gebiete ungeteilter staatlicher Souveränität) wurden für die Rechtsprechung Landgerichte eingerichtet.
- In den Souveränitätslanden (Gebiete, in denen sich die Rechtsprechung in der Hand adeliger Familien befand) war das differenzierter:
  - Soweit es sich um Patrimonialgerichte und kleinere Standesherrschaften mit einer Gerichtsbarkeit handelte, die keinen eigenen Instanzenzug hatte, war das Hofgericht Gießen ebenfalls zweite Instanz.
  - In größeren Standesherrschaften mit einer eigenen Justizkanzlei war diese die zweite Instanz. Erst Berufungen gegen Urteile einer Justizkanzlei gelangten an das Hofgericht, das in diesen Bereichen die dritte Instanz bildete. Der Rechtszug in diesen Gebieten wies also vier Instanzen auf. Justizkanzleien bestanden im Bezirk des Hofgerichts Gießen in:
    - Büdingen (1817–1825[10]) – für die Standesherrschaft Isenburg,
    - Gedern – für die Standesherrschaft Stolberg (später mit der isenburgischen in Büdingen zusammengelegt) – und
    - Hungen (1806–1823[11]) – für die Standesherrschaft Solms.

Nachdem diese Sonderformen der Gerichtsverfassung Anfang der 1830er Jahre endgültig aufgelöst und die Aufgaben auf das Hofgericht Gießen übertragen waren, bestanden im nachgeordneten Bereich ausschließlich noch Landgerichte, mit einer Ausnahme: Das für die Provinzhauptstadt Gießen zuständige Gericht trug die Bezeichnung Stadtgericht Gießen (ohne dass es einen Unterschied in der sachlichen Zuständigkeit zu den Landgerichten gab).

## Richter
Zu Anfang waren am Hofgericht Gießen als Richter sechs Räte und vier oder fünf Assessoren tätig. Während die Zahl der Assessoren im Laufe der Jahrzehnte abnahm und es am Ende gar keinen mehr gab, nahm die Zahl der Räte zu: Mitte des Jahrhunderts waren es bis zu 15, am Ende 12.

### Direktoren und Präsidenten
Das Hofgericht Gießen wurde von einem Direktor, ab 1825 von einem Präsidenten geleitet, dessen Vertreter dann den Titel eines Direktors trug:
- 1804–1813 Johann Franz von Riffel
- 1813–1821 Johann Friedrich Christian Benner
- 1821–1833 Franz Joseph von Arens, 1821–1825: Direktor, 1825–1833: Präsident
- 1833–1848 Karl von Preuschen (bereits zuvor Richter, siehe unten)
- 1848–1862 Friedrich Ludwig Klipstein, 1848–1857 als Erster Direktor, 1857–1862 als Präsident. Er verstarb im Amt.
- 1862–1879 Adolf Georg Martin Buff

### Richter
sortiert nach Eintrittsalter 
- Peter Joseph Floret (1804–1810)
- Johann Friedrich Christian Benner (1804?–1821), Direktor 1813–1821
- Karl von Preuschen (1805?–1817, Präsident ab 1833)
- Franz Joseph von Stein (1808–1810), stellvertretender Direktor
- Konrad Dietz (1825–1848), Direktor
- Friedrich Kraft (1832–1866)
- Adolf Georg Martin Buff (1835–1855), Präsident: 1862
- Konrad Georgi (1835–1857)
- Friedrich Weber (1835–1873), Direktor ab 1857
- Franz Köster (1836–1863)
- Georg Kempf (1844–1872)
- August Völcker (1844–1877 [mit einer Unterbrechung 1849]), Direktor ab 1873
- Eduard Seitz (1848–1850)
- Otto Zentgraf (1857–1861)
- Karl Bindewald (ab 1860)
- Karl Doerr (1860–1868?)
- Wilhelm Buff (1861–1875)
- Otto Pistor (1878–1879)